# De Heinrico
De Henrico (oder Heinrichslied) ist das um das Jahr 1000 entstandene 19. Stück der Carmina Cantabrigiensia, einer Sammlung von 49 fast ausschließlich lateinischen Stücken, die primär für den musikalischen Vortrag konzipiert waren. Das achtstrophige Stück wird in der literaturwissenschaftlichen Forschung als Lied, Modus und Moralgedicht bestimmt und ist ein frühes Zeugnis politischer deutscher Dichtung. Es ist ein „Modus erinnerter Herrschaft“. Es gehört zu einer kleinen Gruppe von Mischdichtungen, die durch die bewusst geregelte Abfolge deutscher und lateinischer Elemente bestimmt sind. Mit seinen lateinisch-deutschen und den sehr frei binnengereimten Langzeilen steht es in der Tradition Ottonischer Hofdichtung. Vergleiche können zum Refrain des 149. Liedes der Carmina Burana gezogen werden.

## Verfasser und Überlieferung
Überliefert ist der Modus De Heinrico inmitten der Carmina Cantabrigiensia, deren einzige Handschrift zu großen Teilen unwiederbringlich zerstört ist. Die Liedersammlung trägt ihren Titel nach dem lateinischen Namen für Cambridge als den Aufbewahrungsort der einzigen Handschrift (Cod. Gg 5.35 der UB Cambridge). Die Verse des De Heinrico haben mehrfach sprachliche Überschichtung erfahren. Die Editio princeps erschien 1720  durch Johann Georg Eccard. Nach dem Abdruck durch August Heinrich Hoffmann von Fallersleben 1830 wurde De Henrico nach einer Textgrundlage von Karl Lachmann erstmals in Leopold von Rankes Jahrbüchern des Deutschen Reiches veröffentlicht. Die Carmina Cantabrigiensia, zu der De Heinrico gehört, wird in dem „Landstrich Trier-Speyer-Worms-Mainz-Köln-Xanten“ lokalisiert. Dennoch ist die Herkunft des Verfassers ungewiss, „da mittel- und rheinfränkische sowie sächsische Elemente sich mischen, auch bayerischer Einfluss greifbar zu sein scheint, und selbst thüringische Provenienz angenommen wurde.“ Die dialektgeographische Einstufung De Heinricos bereitet somit erhebliche Schwierigkeiten. „Von sprachwissenschaftlicher Seite aus ist [...] ein im wesentlichen altsächsisches Original von De Heinrico, das im Rheinland in die unmittelbare Vorlage der Cambridger Liederhandschrift eingetragen wurde, als sehr wahrscheinlich anzunehmen.“ Darüber, dass der Verfasser ein Mensch mit geistlicher Bildung war, herrscht weitestgehend Konsens. Den Ritus des Hochadels kennt er ebenfalls, weshalb die Zugehörigkeit eines Fürstenhofes im Gegensatz zu einem Kloster wahrscheinlich ist. Die überlieferte Form der Handschrift ist im 12. Jahrhundert im Bibliothekskatalog des Augustinerklosters in Canterbury nachweisbar. Die Liedersammlung wurde im 11. Jahrhundert eingetragen.

## Inhalt und Struktur
In der ersten Strophe bittet ein anonymer Dichter um den Beistand Christi für seine Erzählung über einen angesehenen Herzog Heinrich aus Bayern. Am Anfang der zweiten Strophe erreicht ein Bote einen Kaiser Otto, der ihm den ankommenden Heinrich ankündigt. Der Kaiser erhebt sich und geht dem Herzog mit seinem Gefolge entgegen und empfängt ihn mid mihilon eron. Otto heißt Heinrich willkommen. In der literaturwissenschaftlichen und historischen Forschung ist umstritten, ob ambo uos equiuoci auf einen weiteren, gleichnamigen Heinrich verweist. Gemeinsam gehen sie in die Kirche, um die Gnade Gottes zu erbitten. Nach dem Gebet leitet Kaiser Otto den Herzog Heinrich in die Versammlung, wo er „Rechte und Ansehen mit ihm teilt“. Daraufhin folgt eine Beratung der beiden. In der letzten Strophe beteuert der Dichter, „dass nämlich Heinrich jedem Anwesenden sein Recht habe widerfahren lassen, und dass thid allaz uuar is“. Stets ist es Herzog Heinrich, der empfiehlt, was zu tun sein, während Kaiser Otto ihm folgt. Im De Heinrico wird dem Herzog bis auf das Königtum alles königliche Handeln überlassen.
Nach Johannes Fried zerfällt das ‚Gedicht‘ in zwei Hälften, „eine erste, die dem Begrüßungszeremoniell gilt und sich durch wörtliche Rede auszeichnet, obwohl sie offenkundig rituelles Handeln zur Darstellung bringt, und eine zweite, die sich ohne jede Rede ganz aufs Erzählen verlegt.“ Offenkundig ist, dass es in De Heinrico um Herrschaft geht. Bemerkenswert ist, dass es sich im De Heinrico nicht um eine Darstellung einer konkreten Begegnung der Beteiligten handelt, sondern vielmehr um ein zurückliegendes, repräsentatives Herrschschaftstreffen, wie die Tempora der Verben zeigen. Anders als im Ludwigslied ist De Heinrico keine Quelle über ruhmwürdige Taten, sondern vielmehr ein Bericht einer „Episode der Gegenwart“. Das Treffen und seine dazugehörigen Rituale (Handreichung, doppelter Gruß, Belehnung und Einsetzung als Berater) stehen im Fokus des Erzählten. Es ist eine Darstellung komplexer Verhältnisse, die eher ‚Ritualzeit‘ als ‚Kalenderzeit‘ repräsentiert.
Als kritisch wird der Vers 7 betrachtet. Die Deutung der Handschrift ist maßgeblich für die Interpretation des Liedes. Die ältere Lesart sieht vor, dass es sich um bruother statt um bringt (her) handelt und vermutet danach hero anstatt hera. Nach der älteren Lesart könnte man also diese Stelle mit ‚Hier ist Heinrich, dein königlicher Bruder‘ übersetzen. Nach der jüngeren Lesart träte Heinrich mit ‚königlicher Ehrerbietung‘ oder ‚Demut‘ heran.

## Text
(1) Nunc almus assis filius            thero euuigero thiernun

benignus fautor mihi,            thaz ig iz cosan muozi

de quodam duce,            themo heron Heinriche,

qui cum dignitate            thero Beiaro riche beuuarode.

(2) Intrans nempe nuntius,            then keisar namoda her thus:

›cur sedes‹ infit ›Otdo.            ther unsar keisar guodo.

hic adest Heinrich            bringit her hera kuniglich.

dignum tibi            fore thir seluemo ze sine.‹

(3) Tunc surrexit Otdo,            ther unsar keisar guodo,

perrexit illi obuiam            inde uilo manig man.

et excepit illum            mid mihilon eron.

(4) Primitus quoque dixit:            ›uuillicumo Heinrich,

ambo uos equiuoci,            bethiu goda endi mi:

nec non et socii,            uuillicumo sid gi mi.‹

(5) Dato responso            fane Heinriche so scono

coniunxere manus.            her leida ina in thaz godes hus:

petierunt ambo            thero godes genatheno.

(6) Oramine facto            intfieng ina auer Otdo,

duxit in concilium            mit michelon eron

et admisit illi           so uuaz so her þar hafode,

preter quod regale,            thes thir Heinrih ni gerade.

(7) Tunc stetit al thiu sprakha        sub firmo Heinriche:

quicquid Otdo fecit,            al geried iz Heinrih:

quicquid ac omisit,            ouch geried iz Heinrihc.

(8) Hic non fuit ullus –            thes hafon ig guoda fulleist

nobilibus ac liberis,            thaz thid allaz uuar is –

cui non fecisset Heinrich            allero rehto gilich.
(1) Nun hilf, gütiger Sohn der ewigen Jungfrau.

Sei mein wohltätiger Beschützer, damit ich berichten kann

von jenem Herzog, dem Herren Heinrich,

der mit Würde das Reich der Bayern beschützte.

(2) Einst kam da ein Bote, der den Kaiser mit Namen so ansprach:

›Warum bleibst du sitzen‹, fragte er, ›Otto, unser guter Kaiser?

Hier ist Heinrich. Er bringt ein königliches Gefolge,

das sogar würdig wäre, die selbst zu dienen.‹

(3) Da erhob sich Otto, unser guter Kaiser,

ging ihm entgegen und mit ihm sehr viele Männer,

und er begrüßte ihn mit großen Ehren.

(4) Zuerst sagte er: ›Willkommen Heinrich,

ihr beiden gleichen Namens, beiden, Gott und mir,

und dazu auch die Gefolgsleute, seid mir alle willkommen.‹

(5) Nachdem (der Gruß) so angemessen von Heinrich erwidert wurde,

reichten sie sich die Hände. Er geleitete ihn in die Kirche;

beide wollten sich der Gnade Gottes versichern.

(6) Nach dem Gebet begrüßte ihn Otto abermals,

führte ihn mit großen Ehren zum ›consilium‹,

und übertrug ihm, was auch immer er danach an Lehnen besaß;

außer königliche Rechte, die Heinrich auch nie begehrte.

(7) So stand danach die ganze ›Beratung‹ unter Heinrichs Schutz;

was immer Otto auch tat, er beriet es mit Heinrich,

was immer er unterließ, auch dabei beriet ihn Heinrich.

(8) Hier gab es niemanden – dafür habe ich gute Bestätigung

Edler und Freier, dass das alles wahr ist –

dem Heinrich nicht alle Rechte gleichermaßen gewährte.

## Historischer Hintergrund
Angaben zu einer konkreten Begegnung zwischen einem Kaiser Otto und einem Herzog Heinrich werden in De Heinrico nicht gemacht. Die historischen Bezüge frühmittelalterlicher Dichtung müssen meist aus anderen Quellen erschlossen werden. In Otto sieht man in der Forschung meist Kaiser Otto III.: „Die wahrscheinlich zwei Heinriche sind wohl Herzog Heinrich II. von Bayern, der Zänker, und entweder sein Sohn, der spätere Kaiser Heinrich II. oder der Luitpoldinger Heinrich III. von Kärnten. Nicht ganz ausgeschlossen ist auch der früher favorisierte Bezug auf die Versöhnung zwischen Kaiser Otto I. und seinem Bruder Heinrich.“ Eine eindeutige historische Deutung De Heinricos liegt nicht vor und ist vermutlich nicht rekonstruierbar.

### Primärliteratur
- Müller, Stephan: Althochdeutsche Literatur. Eine kommentierte Anthologie. Althochdeutsch / Neuhochdeutsch. Altniederdeutsch / Neuhochdeutsch. Übersetzt, herausgegeben und kommentiert von Stephan Müller. Stuttgart 2007 (Reclams Universal-Bibliothek 18491), ISBN 978-3-15-018491-2

### Sekundärliteratur
- Fried, Johannes: Mündlichkeit, Erinnerung und Herrschaft. Zugleich zum Modus ›De Heinrico‹. In: Political Thought and the Realities of Power in the Middle Ages. Politisches Denken und die Wirklichkeit der Macht im Mittelalter. Hrsg. von Joseph Canning und Otto Gerhard Oexle. Göttingen 1998 (Veröffentlichungen des Max-Planck-Instituts für Geschichte 147), ISBN 3-525-35462-2, S. 9–32.
- Herweg, Mathias: Ludwigslied, De Heinrico, Annolied. Die deutschen Zeitdichtungen des frühen Mittelalters im Spiegel ihrer wissenschaftlichen Rezeption und Erforschung. Wiesbaden 2002 (Imagines medii aevi 13), ISBN 3-89500-268-2
- Schneider, Jens: Heinrich und Otto. Eine Begegnung um die Jahrtausendwende. In: Archiv für Kulturgeschichte 84 (2002), S. 1–40.
- Verio Santoro: Il „De Heinrico“ e gli inizi del plurilinguismo nella poesia tedesca  medievale, „Medioevo e Rinascimento“, 9 / n.s. 6, 1995, S. 17–50.